# Els massai: Els guerrers de la pluja
Els massai: Els guerrers de la pluja (títol original: Massaï, les guerriers de la pluie) és una pel·lícula francesa estrenada el 2004, dirigida per Pascal Plisson. És un film d'aventures propera al conte, que evoca la llegenda d'un grup d'herois massai enviats a enfrontar-se a un lleó sobrenatural que és la causa d'una sequera. Ha estat doblada al català.

## Argument
El film mostra el país masai aixafat per la sequera. Per apaivagar la còlera divina i permetre la tornada de la pluja, cal portar les crins d'un lleó mític. Uns joves massai són encarregats pels ancians del poble d'aquesta tasca heroica. Després d'una llarga marxa per la sabana, després d'haver sofert gana i set, d'haver lluitat contra els guerrers d'altres tribus, acaben per trobar el lleó. El més valent de ells s'hi enfronta i el mata, però ell també morirà en aquest combat Entrarà a la llegenda massai. A la seva tornada al poble, els joves massai són rebuts com a herois. La pluja comença a caure sobre les terres massai.

## Repartiment
- Ngotiek Ole Mako
- Paul Nteri Ole Sekenan
- Parkasio Ole Muntet

## Elaboració del film
Des de 1997, Pascal Plisson passa vuit mesos de cada dotze a Àfrica per rodar documentals animalistes. En un principi, va proposar un projecte de llargmetratge animalista al productor Stéphane Parthenay. Fanàtic d'Àfrica, Pascal Plisson, que treballa des de feis set anys a la sabana, coneix bé els costums dels massai. Ha presenciat diverses cerimònies rituals, com la circumcisió, o la iniciació a la vida.

## Acollida crítica
El film rep crítiques repartides a la seva estrena a França Una part dels crítics és convençut de la dimensió de relat iniciàtic del film i per la cura aportada a la fotografia Una altra part dels crítics, sense negar les qualitats plàstiques del film, li retreu una realització pràcticament publicitària i una visió dels massai ingènua, més pròxima al Rei Lleó de Disney que dels documentals antropològics de Jean Rouch.